# Ichneumon cannabis
Ichneumon cannabis là một loài tò vò trong họ Ichneumonidae.